# А-15
А-15 — спортивний суцільнометалевий одномісний планер, розроблений у КБ Антонова, СРСР. На цьому планері встановлено понад 20 союзних рекордів.

## Технічні характеристики
- Розмах крила, м — 18,0
- Довжина, м — 7,20
- Висота, м — 1,96
- Площа крила, м² — 12,30
- Маса, кг: порожнього — 310, польотна — 390
- Найбільше аеродинамічна якість — 40
- Найменша швидкість зниження, м/с — 0,69
- Мінімальна швидкість зниження з закрилками, м/с — 0,75
- Посадочна швидкість, км/год — 70
- Екіпаж, осіб — 1

## Технічний опис
Планер є суцільнометалевим монопланом і має V-подібне оперення під кутом 45 градусів. Шасі забирається у польоті механічним шляхом; ручка розташована праворуч попереду пілота.
Оснащений акумуляторною батареєю, радіостанцією, кисневим балоном з манометром. З приладів є магнітний компас, авіагоризонт, показник швидкості, двострілковий висотомір, високочутливий варіометр і годинник.